# Michail Nikolajewitsch Tschitschagow
Michail Nikolajewitsch Tschitschagow (russisch Михаил Николаевич Чичагов; * 27. Dezember 1836jul. / 8. Januar 1837greg. in Moskau; † 9. Oktoberjul. / 21. Oktober 1889greg. ebenda) war ein russischer Architekt und Hochschullehrer.

## Leben
Tschitschagow war der Sohn des am Bau der Moskauer Christ-Erlöser-Kathedrale und des Großen Kremlpalasts beteiligten Architekten Nikolai Tschitschagow. Tschitschagow besuchte die Schule an der Reformierten Kirche in der Deutschen Vorstadt und studierte an der Moskauer Hofarchitekturschule mit Abschluss 1859 als Architekt-Assistent.
Nach dem Studium arbeitete Tschitschagow im Moskauer Hofamt. Zunächst ließ er sich beurlauben und ging zu einem längeren Praktikumsaufenthalt nach Westeuropa, wo er sich in Deutschland, Frankreich und Italien aufhielt. Nach der Rückkehr arbeitete er bei Pjotr Gerassimow bei Renovierungen der Mauern und Türme des Moskauer Kremls mit und ab 1863 beim Umbau der Kavaliershäuser im Zarizyno-Park. 1865 wurde er zum Architekten des Hofamtes ernannt.
Ab 1866 lehrte Tschitschagow an der Moskauer Hochschule für Malerei, Bildhauerei und Architektur (MUSchWS). Von 1867 bis 1871 führte er auch Bauaufträge der Moskauer Stadtverwaltung aus. Für die Polytechnische Ausstellung 1872 in Moskau baute er die Peter-der-Große-Abteilung im russischen Stil.
Neben seinen dienstlichen Tätigkeiten projektierte und baute Tschitschagow öffentliche und private Gebäude für verschiedene Auftraggeber. Bekannt wurde er, als er 1879 zusammen mit seinem älteren Bruder Dmitri Tschitschagow in Moskau das Haus für Wikula Jelissejewitsch Morosow (Enkel des Unternehmers Sawwa Wassiljewitsch Morosow und Vetter Sawwa Timofejewitsch Morosows) am Podsossenski Pereulok 21 baute. Er arbeitete für die Schauspielerin und Unternehmerin Anna Brenko und ihr halblegales Theater. Nachdem 1882 der Bau privater Theater erlaubt worden war, baute er für Fjodor Korschs Truppe das Lianosowski-Theater um, das 1902 das von Fjodor Schechtel umgebaute Moskauer Kunsttheater wurde. Dann baute er für Korsch auf einem von den Bachruschins gestifteten Grundstück das neue 1885 eröffnete Korsch-Theater (seit 1987 Theater der Nationen), worauf Tschitschagow von Wladimir Giljarowski öffentlich als Freund des Theaters gepriesen wurde. Weitere Theaterbauaufträge folgten. Sein letztes Projekt war 1888 der Anbau für das Restaurant Ermitage, das sein Bruder Dmitri Tschitschagow 1864 umgebaut hatte. Der Anbau wurde von dem Architekten Nikolai Jakunin fertiggestellt.
Tschitschagow starb an einem Schlaganfall und wurde in Moskau auf dem Wagankowoer Friedhof begraben.

## Werke

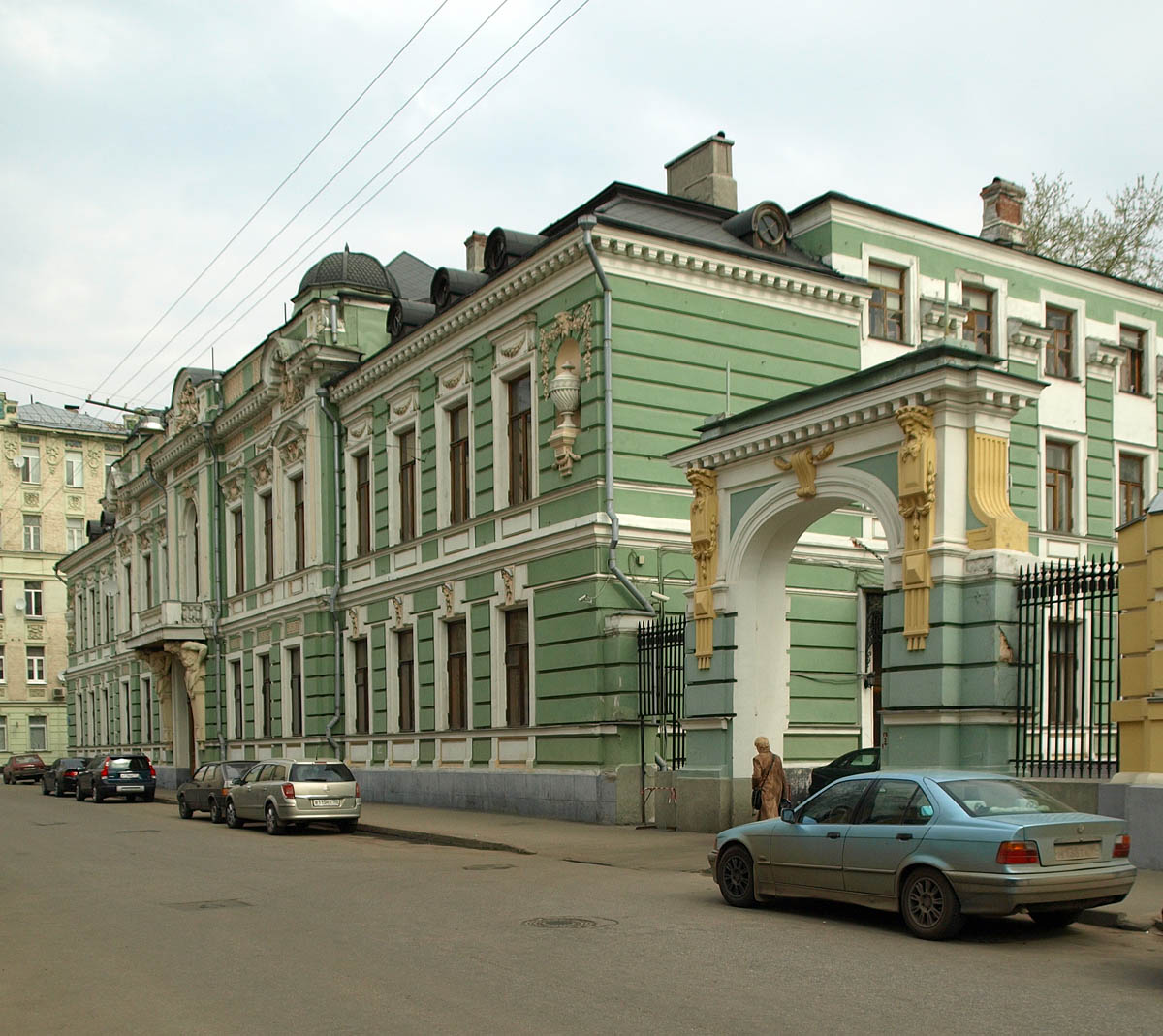
W.-J.-Morosow-Haus (1879)
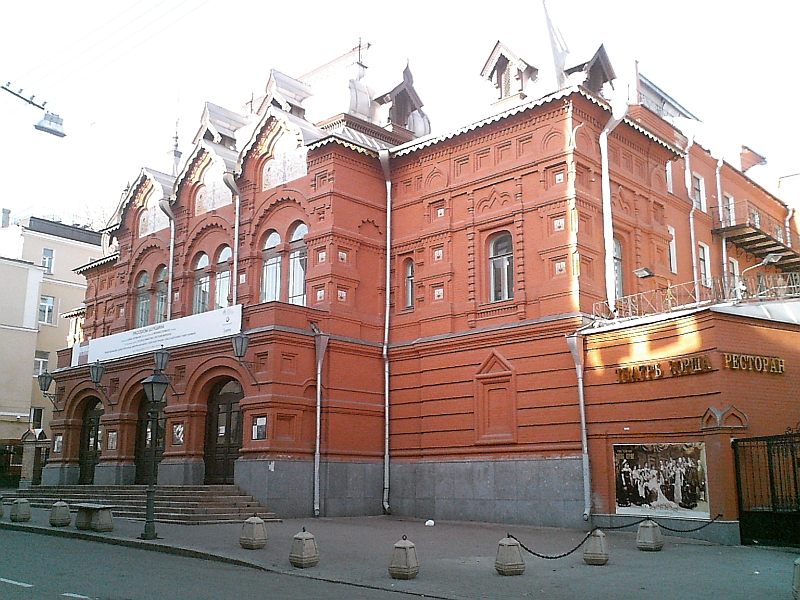
Korsch-Theater (1885)
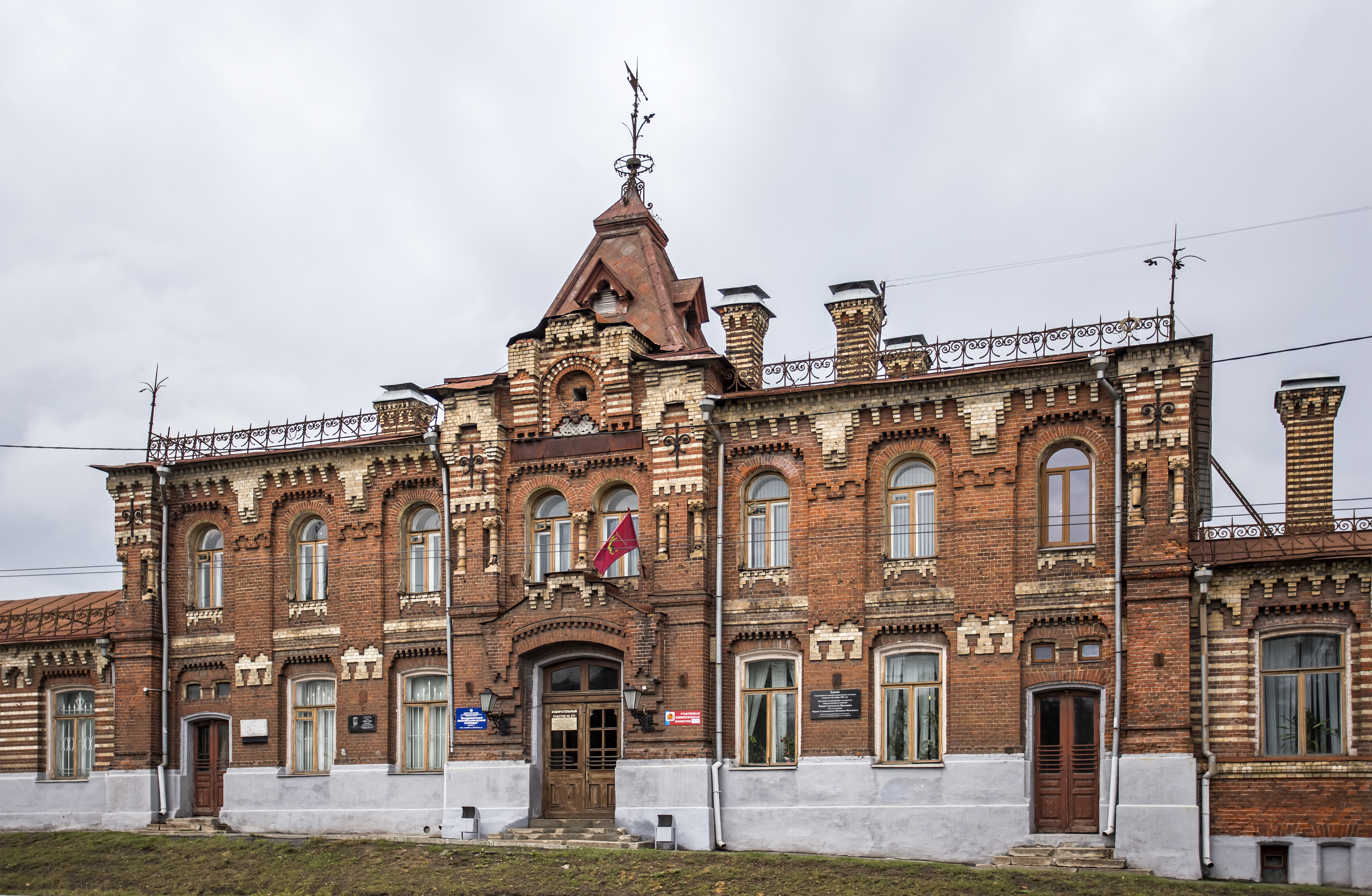
Malzow-Gewerbeschule (1885, jetzt Awiamechanitscheski Kolledsch), Wladimir
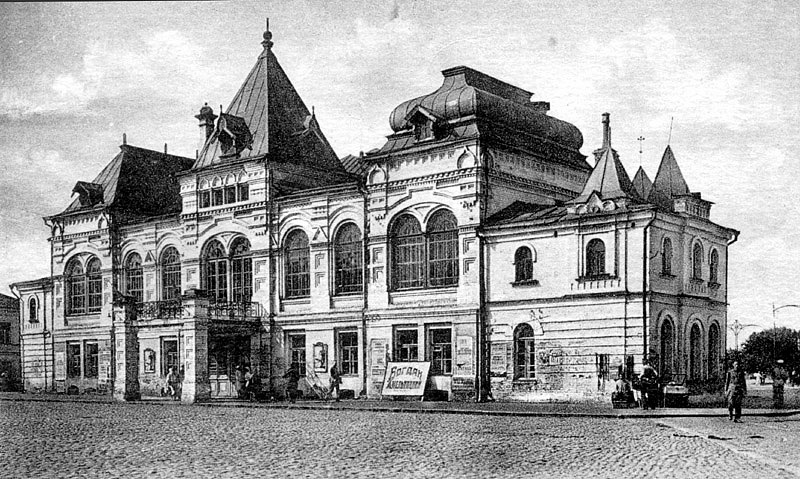
Wintertheater (1886, 1937 ersetzt durch das neoklassizistische Kolzow-Theater), Woronesch
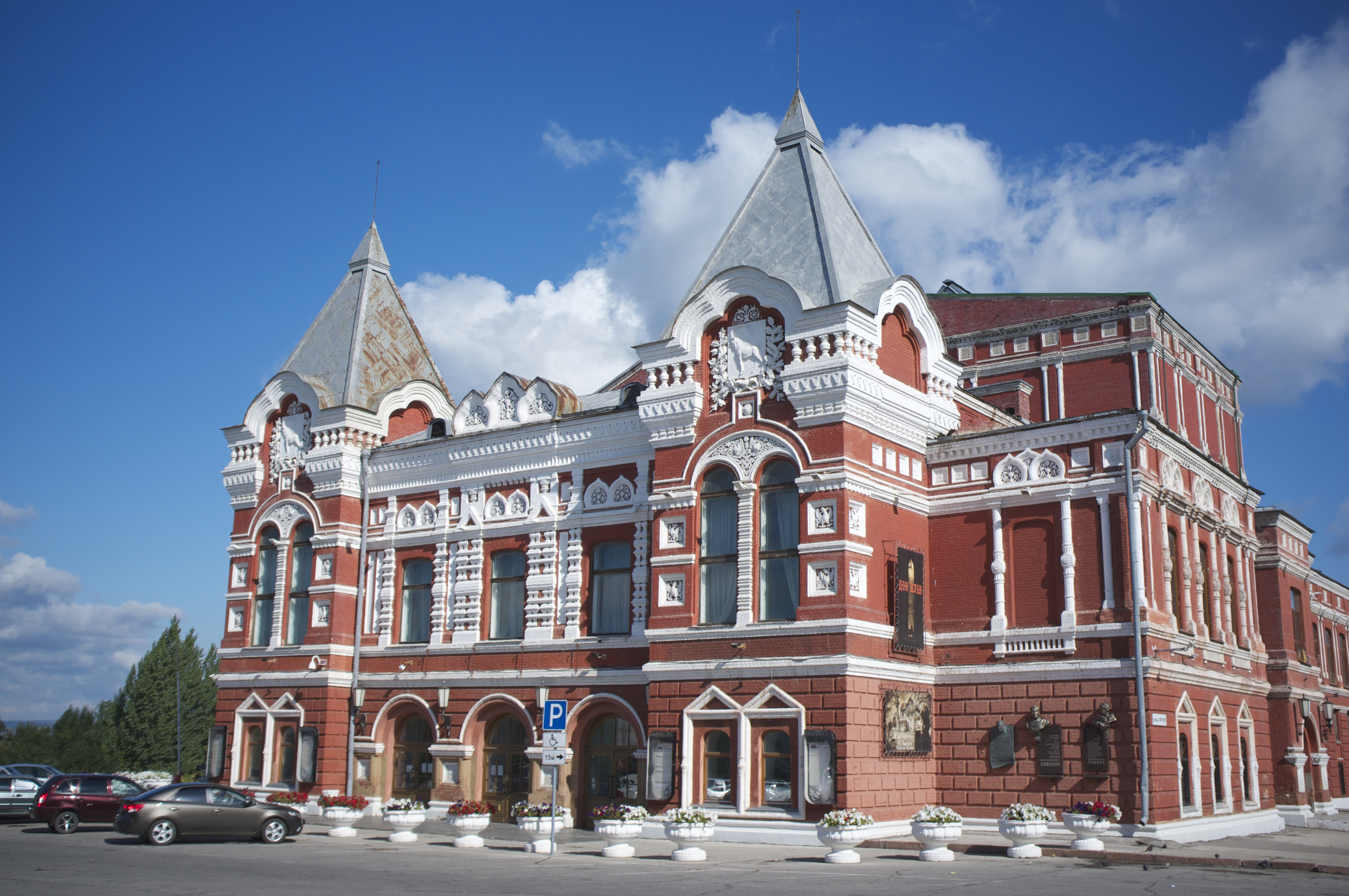
Gorki-Theater (1887), Samara
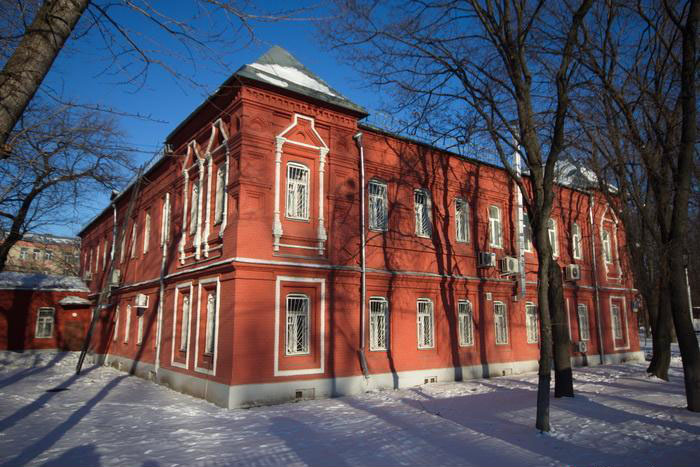
Bachruschin-Krankenhaus (1887 mit Bernhard Freudenberg), Stromynka 7, Moskau